# Greenleaf (serie de televisión)
Greenleaf es una serie televisiva estadounidense creada por Craig Wright, y producida por Oprah Winfrey y Lionsgate Television. Clement Virgo también actúa como productor ejecutivo y director. La protagonizan Keith David, Lynn Whitfield, y Merle Dandridge. Greenleaf se estrenó en Oprah Winfrey Network el 21 de junio de 2016.
Greenleaf sigue el mundo sin escrúpulos de la familia Greenleaf con secretos y mentiras escandalosos, y su megaiglesia de Memphis con miembros predominantemente afroamericanos. Los personajes principales de la serie son el Obispo James Greenleaf (David) y Lady Mae Greenleaf (Whitfield), patriarca y matriarca de la familia Greenleaf, y Grace Greenleaf (Dandridge), su hija que ha vuelto a casa después de 20 años, para el funeral de su hermana Faith.
Greenleaf ha recibido críticas positivas de los críticos, con la mayoría elogiando las actuaciones de Dandridge, Whitfield y David. El estreno de la serie marcó 3.04 millones de espectadores, convirtiéndolo en la primera serie con más alto rating en la historia de OWN. El 21 de abril de 2016, la serie se renovó para una segunda temporada antes de su estreno en televisión. El 7 de agosto de 2017, la serie fue renovada por una tercera temporada. El 23 de noviembre de 2018, se confirmó una cuarta temporada. El 15 de noviembre de 2019, se anunció la quinta y última temporada de la serie.

## Elenco y personajes

### Principales
- Keith David como Bishop James Greenleaf.
- Lynn Whitfield como Daisy Mae "Lady Mae" Greenleaf née McCready.
- Merle Dandridge como Pastor Grace "Gigi" Greenleaf.
- Desiree Ross como Sophia Greenleaf.
- Lamman Rucker como Jacob Greenleaf.
- Kim Hawthorne como Kerissa Greenleaf.
- Deborah Joy Winans como Charity Greenleaf.
- Tye White como Kevin Satterlee.
- Gregory Alan Williams como Robert "Mac" McCready (recurr. temp. 1, princ. 2-)
- Lovie Simone como Zora Greenleaf, Kerissa and Jacob's teenage daughter (recurr. temp. 1, princ. 2-)

### Recurrentes
- Oprah Winfrey como Mavis McCready.
- Terri J. Vaughn como Melisse (temp. 1)
- Benjamin Patterson como Noah Kendall (temp. 1)
- Anna Diop como Isabel (temp. 1)
- Bill Cobbs como Henry McCready (temp. 2)
- Michael Rodrick como Ray Fisher.
- Kristin Erickson como Alexa Campbell (temp. 1)
- Terri Abney como Faith Greenleaf.
- Gary Weeks como Adrian Miller.
- Jen Harper como Deacon Connie Sykes.
- Roxzane T. Mims como Darlene
- Njema Williams como Pastor Thomas Sneed.
- Parnell Damone Marcano como Carlton Cruise.
- Karan Kendrick como Wanda.
- Rick Fox como Darius Nash.
- Avis-Marie Barnes como Misty Williams.
- L. Warren Young como Fred Williams.
- Carlacia Grant como Danielle Turner.
- Deji LaRay como David Nelson (temp. 1)
- Xavier Charles como Morris Davis.
- Zachary S. Williams como William.
- Jason Dirden como Basie Skanks.[9]
- Roshon Fegan como Isaiah Hambrick.[9][10]
- Sean Dominic como Martin Jabari Johnson.[9][10]
- William H. Bryant como Aaron Jeffries
- Antonio J. Bell como Roberto Calloway.
- Asia'h Epperson como Tasha Skanks.

## Episodios
| Temporada | Temporada | Episodios | Episodios | Emisión original        | Emisión original         |
| Temporada | Temporada | Episodios | Episodios | Primera emisión         | Última emisión           |
| --------- | --------- | --------- | --------- | ----------------------- | ------------------------ |
|           | 1         | 16        | 16        | 21 de junio de 2016     | 27 de septiembre de 2016 |
|           | 2         | 16        | 16        | 15 de marzo de 2017     | 27 de septiembre de 2017 |
|           | 3         | 13        | 13        | 28 de agosto de 2018    | 21 de noviembre de 2018  |
|           | 4         | 10        | 10        | 3 de septiembre de 2019 | 5 de noviembre de 2019   |
|           | 5         | 8         | 8         | 23 de junio de 2020     | 11 de agosto de 2020     |

anexo: Episodios de Greenleaf | temporada 3|

## Producción

### Desarrollo
El 30 de julio de 2015, se anunció que Oprah Winfrey Network encargó Greenleaf una serie de drama con guion, sobre la poderosa dinastía afroamericana de la familia Greenleaf y su gran megaiglesia en Memphis, Tennessee. Después de la producción de la serie de Ava DuVernay Queen Sugar, hace que Greenleaf la segunda serie de drama en la cadena que no es de Tyler Perry. La serie fue creada por el escritor de Lost y Six Feet Under, 
Craig Wright y fue producida ejecutivamente por Oprah Winfrey con Wright y Lionsgate Television. Se ordenaron 13 episodios para la primera temporada programada para finales de 2015. El 9 de septiembre de 2015, el escritor y director de The Book of Negroes, Clement Virgo, se unió a la serie como productor ejecutivo y director del episodio piloto.
El rodaje de la primera temporada comenzó en octubre de 2015 en Atlanta, y finalizó el 24 de marzo de 2016.

## Premios y nominaciones
| Año  | Premiación              | Categoría                                      | Nominado(s)    | Resultado |
| ---- | ----------------------- | ---------------------------------------------- | -------------- | --------- |
| 2017 | 48th NAACP Image Awards | Mejor actriz de reparto en una serie dramática | Lynn Whitfield | Nom       |
| 2017 | Gracie Awards           | Actriz en un rol de apoyo - Drama              | Lynn Whitfield | Ganadora  |